# Two Harbors (Minnesota)
Two Harbors es una ciudad ubicada en el condado de Lake en el estado estadounidense de Minnesota. En el Censo de 2010 tenía una población de 3745 habitantes y una densidad poblacional de 437,9 personas por km².

## Geografía
Two Harbors se encuentra ubicada en las coordenadas 47°1′49″N 91°40′30″O / 47.03028, -91.67500. Según la Oficina del Censo de los Estados Unidos, Two Harbors tiene una superficie total de 8.55 km², de la cual 8.55 km² corresponden a tierra firme y (0%) 0 km² es agua.

## Demografía
Según el censo de 2010, había 3745 personas residiendo en Two Harbors. La densidad de población era de 437,9 hab./km². De los 3745 habitantes, Two Harbors estaba compuesto por el 97.2% blancos, el 0.21% eran afroamericanos, el 0.64% eran amerindios, el 0.24% eran asiáticos, el 0% eran isleños del Pacífico, el 0.16% eran de otras razas y el 1.55% pertenecían a dos o más razas. Del total de la población el 0.99% eran hispanos o latinos de cualquier raza.